# Alexandre (comte de Menteith)
Pour les articles homonymes, voir Alexandre.
Alexandre comte de Menteith (mort avant 1306) fut un noble écossais issu de la maison Stuart qui fut comte de Menteith.

## Biographie
Alexandre est le fils aîné et héritier de Walter Balloch Stuart et de Marie de Menteith. Il fut Mormaer ou comte de Menteith en succédant à sa mère, comtesse de jure. Il est pour la première fois mentionné dans les sources, lorsqu'il apparaît avec son frère cadet John de Menteith lors d'un accord conclu le 20 septembre 1286, à Turnberry en South Ayrshire, dans le Carrick, entre les Bruce et Stuart.
Dans un autre document de date incertaine, lors d'une donation de son père à abbaye de Kilwinning, lui et son frère sont nommés « Alexandre et John de Menteith ». Alexandre, conjointement avec son père, accorde par une charte de donation, l'église de Kippen à l'Abbaye de Cambuskenneth, lieu d'inhumation situé dans le comté ; le document est daté de 1286. Il est nommé Sheriff de Dumbarton en 1288. Avant de succéder à son père, Alexandre est à Norham en 1291, parmi ceux qui jurent fidélité au roi Édouard Ier d'Angleterre. Alexandre participe avec son frère John à la bataille de Dunbar le 27 avril 1296. Ils se réfugient au château de Dunbar où, avec d'autres, ils sont faits prisonniers et transférés à la Tour de Londres. Sa détention est brève, toutefois il n'est libéré qu'après avoir promis de servir le roi d'Angleterre, qu'il rencontre à Elgin le 27 juillet 1296. Il confirme cette promesse et jure fidélité à Berwick un mois plus tard, le 28 août comme Alexandre Comes Meneteth. Alexandre doit alors donner deux de ses fils, Alan et Pierre, comme otages. Alexandre semble alors, après cela, s'être retiré de la vie publique, ne se préoccupant que de ses affaires familiales. Il meurt avant 1306.

## Union et postérité
Alexandre épouse une dame nommée Matilda ou Maud, fille putative du comte Robert de Strathearn, et ils ont ensemble les enfants suivants :
- Alan, comte de Menteith, qui succède à son père comme comte[9]
- Pierre, qui en 1296 est otage en Angleterre avec son frère Alan. Ils accompagnent le roi Édouard Ier d'Angleterre en Flandre, et prennent part à sa campagne en France de 1297, où il semble avoir été tué[10]
- Murdoch, qui devient également comte de Menteith[10]
- Alexandre, considéré comme frère de Murdoch dans une charte de Gilbert Drummond[10]
- Malise, qui obtient par une charte du roi Robert Bruce le domaine de Ballygillachy[8]
- Margaret de Menteith, épouse d' Alexandre de Abernethy[11]
- Ellen, récemment identifiée avec l'épouse de William Ferrers, 1er Baron Ferrers de Groby (d. 20 March 1324/5)[8]

## Source de la traduction
- (en) Cet article est partiellement ou en totalité issu de l’article de Wikipédia en anglais intitulé « Alexander, Earl of Menteith » (voir la liste des auteurs).